# Muddy Water Blues: A Tribute to Muddy Waters
Muddy Water Blues: A Tribute to Muddy Waters is het tweede soloalbum van Paul Rodgers (van onder andere Free en Bad Company).
Ondanks dat het album alleen uit nummers bestaat waarin wordt samengewerkt met andere artiesten is het album alleen onder Rodgers' naam uitgegeven.
Zoals de titel al aangeeft is het album een ode aan Muddy Waters, een Amerikaanse blueszanger.

## Tracklist
1. Muddy Water Blues (akoestische versie, met Buddy Guy) - 4:50
2. Louisiana Blues (met Trevor Rabin) - 4:02
3. I Can't Be Satisfied (met Brian Setzer) - 4:12
4. Rollin' Stone (met Jeff Beck) - 5:28
5. Good Morning Little School Girl (deel 1, met Jeff Beck) - 4:03
6. I'm Your Hoochie Coochie Man (met Steve Miller) - 5:07
7. She's Alright (met Trevor Rabin) - 3:45
8. Standing Around Crying (met David Gilmour) - 6:24
9. The Hunter (met Slash) - 3:39
10. She Moves Me (met Gary Moore) - 4:49
11. I'm Ready (met Brian May) - 2:59
12. I Just Want To Make Love To You (met Jeff Beck) - 4:01
13. Born Under A Bad Sign (met Neal Schon) - 4:45
14. Good Morning Little School Girl (deel 2, met Richie Sambora) - 3:03
15. Muddy Water Blues (elektrische versie, met Neal Schon) - 4:47

## Hits
Het album stond 7 weken in de Nederlandse Album Top 100, op de 50e plaats.